# Jenzig

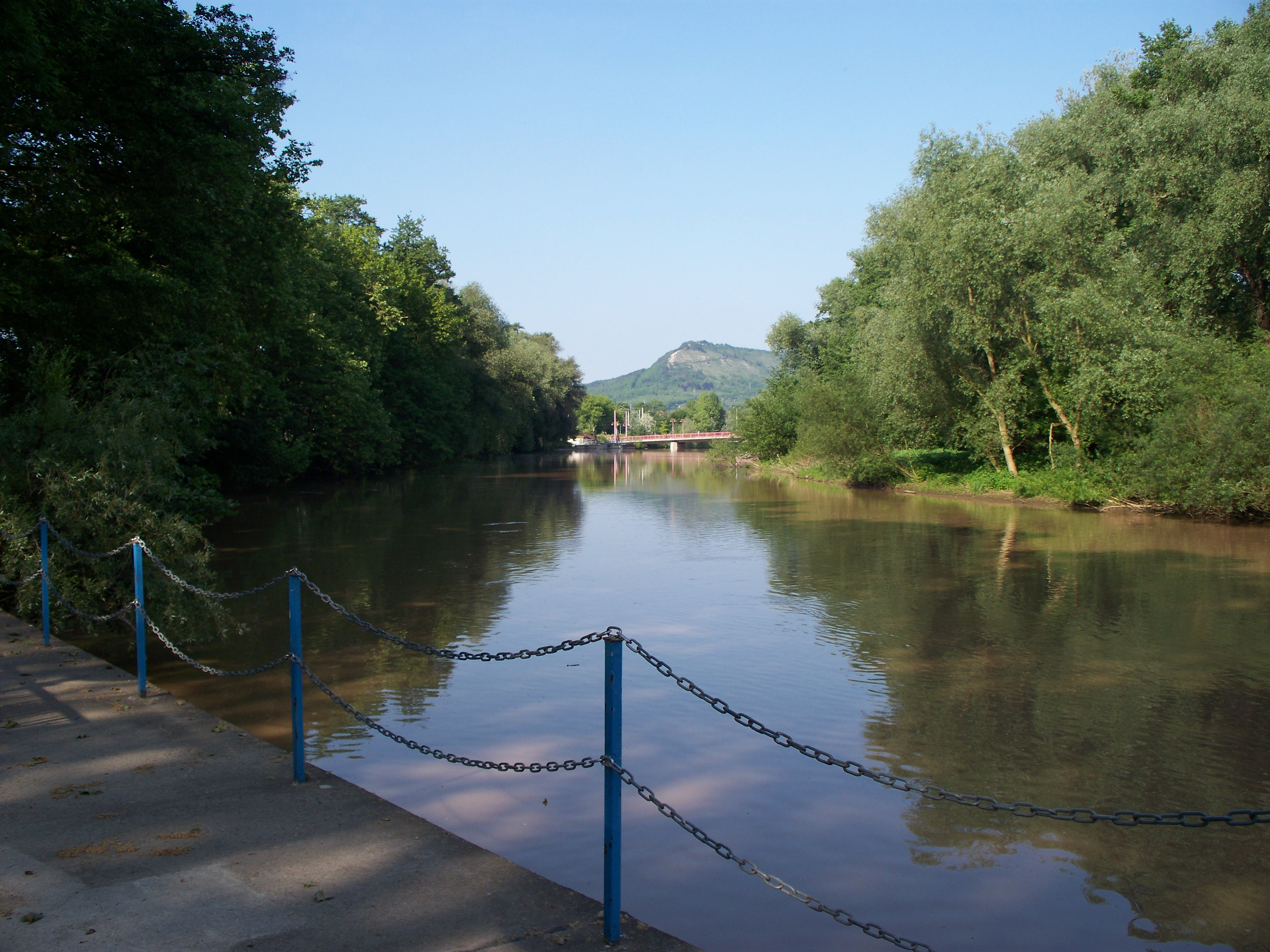
Blick vom Volkspark Oberaue auf den Jenzig

Der Jenzig ist ein markanter Muschelkalkberg in Jena.

## Geografie und Lage
Der Jenzig ist mit 385,3 m ü. NHN einer der höchsten Berge des Gebiets und liegt nordöstlich des Stadtzentrums. Durch seine markante Form („Jenzignase“) ist er eines der Sieben Wunder von Jena.
Auf der Kuppe steht das Jenzighaus, ein beliebtes Ausflugsziel mit hervorragender Aussicht über die Stadt.
Der Jenzig bildet das südwestliche Ende eines halbkreisförmigen Höhenzugs, des Hufeisens. Diese bewaldete Hochfläche verläuft vom Jenzig aus nach Osten, über einen Bogen ungefähr auf einer Höhe weiter nördlich und dann wieder nach Westen, wo der Große Gleisberg mit der Kunitzburg das andere Ende bildet. „Im“ Hufeisen liegt ein kleines Nebental des Saaletals sowie die Dörfer und Jenaer Ortsteile Kunitz und Laasan.
Am Jenzighang beginnt das NSG „149 / Hufeisen – Jenzig“.
Das Schutzgebiet wurde über eine ausgedehnte Müllkippe hinweg gegründet, die in mehreren Jahrzehnten des 20. Jahrhunderts genutzt wurde. Einzelfunde lassen vermuten, dass auch noch um 2010 Abfälle von der Rückseite des Jenzighauses in den Hang geworfen wurden.

## Entstehung
Eigentlich ist der Berg eine kuppenartige und längliche Ausformung des Saaletalhangs, einer erodierten Hochfläche. Der Fluss sowie seine zugehörigen Bäche haben sich in den Kalkstein der Gegend eingearbeitet und so die typische Landschaft des Mittleren Saaletals hinterlassen. Auf der Nordseite am Jenzigfuß Richtung Kunitz gibt es einen größeren aktiven Erdfall.

## Ur- und frühgeschichtliche Befestigungsanlage
Nach Ausweis der archäologischen Funde trug der Jenzig in der Urnenfelderzeit (ca. 1300 v. Chr. bis 800 v. Chr.) eine befestigte Höhensiedlung, die der umliegenden Bevölkerung Schutz bot. Sie wurde zwischen 1856 und 1891 durch Friedrich Klopfleisch in mehreren Ausgrabungskampagnen untersucht. 1936 gelangte ein bei Steinbrucharbeiten geborgener Hortfund in die ur- und frühgeschichtliche Sammlung der Universität Jena. Der fast 3,5 kg schwere Komplex setzt sich aus 28 Bronzeobjekten wie Hals- und Armringen, Spiralen, einer Schmuckscheibe, zwei Sicheln, einem Messer, einem Beil und einer Spiralplattenfibel zusammen. Er zeugt von den religiösen Opferpraktiken der Menschen in der späten Bronzezeit.
Befestigte ur- und frühgeschichtliche Höhensiedlungen, die nicht selten zur gleichen Zeit wie der Jenzig genutzt wurden, sind in der näheren Umgebung auch vom Alten Gleisberg bei Bürgel, dem Johannisberg bei Jena-Lobeda und dem Dohlenstein bei Kahla bekannt.
Der Name Jenzig leitet sich von dem slawischen „Jancko gora“ ab, welches Jenaer Berg bedeutet.
Die erste Erwähnung fand der Berg als „montem genzege“ in einer Urkunde Friedrich I. Barbarossa aus dem Jahr 1158. Darin wird auch der Gleisberg erwähnt. Da alle als Reichsgut in dieser Urkunde genannten Objekte -bis auf Jenzig und Gleisberg-  als Burgen oder (befestigte) Höfe benannt wurden, kann man wohl davon ausgehen, dass zu dieser Zeit auf dem Jenzig sowie auf dem benachbarten Gleisberg Burgen oder befestigte Höfe bestanden haben. Mit genannter Urkunde wurden diese Objekte dem staufischen Reichsterritorium Pleißenland bei Altenburg zugeschlagen.
Seit dem 12. Jahrhundert waren die Hänge des Jenzigs eine bedeutende Weinlage Jenas, ehe sie im 19. Jahrhundert aufgegeben wurde. Seit einigen Jahren belebt eine Gruppe Hobbywinzer die Tradition des Weinbaus am Jenzig neu.

## Trivia
Der im Nord-Viktorialand in der Antarktis liegende und 2090 m hohe Jenzigberg wurde 1988 von Klaus Duphorn (Universität Kiel) nach dem Jenzig benannt.
Der Jenzig-Verlag, ein in Golmsdorf (Saale-Holzland-Kreis) bei Jena ansässiger Regionalverlag, hat sich nach dem Berg benannt.
Die Jenaer Neofolk-Gruppe Forseti benannte ihr erstes Album nach dem Berg.
Im März 2010 wurde ein während eines Gastspieles des Zirkus „Aeros“ in Jena geborenes Kamel, dessen Muttertier dem Tierbestand des Zirkus angehört, auf den Namen „Jenzig“ getauft.
Die Müllkippe hinterm Jenzighaus war bis 2022 nicht im Thüringer Altlasteninformationssystem erfasst. Die Grenzen des NSG scheinen ohne Begehung festgelegt zu sein. Seit der Meldung der Kippe im Januar 2022 fanden bis November 2023 ca. drei Räumungseinsätze statt. Beim ersten wurden grobe Gegenstände wie Küchenschränke, Fahrräder u. a. beräumt. Aufgrund der Ausdehnung und Ausprägung (u. a. Bäume auf alten Kippenstrukturen) wird eine vollständige Beräumung nicht möglich sein.
Vom Park des früheren Anwesens des Schlosses Talstein (Familie von Tümpling) ist noch eine steinerne Hütte an der Nordseite der Hochfläche des Bergsporns erhalten.

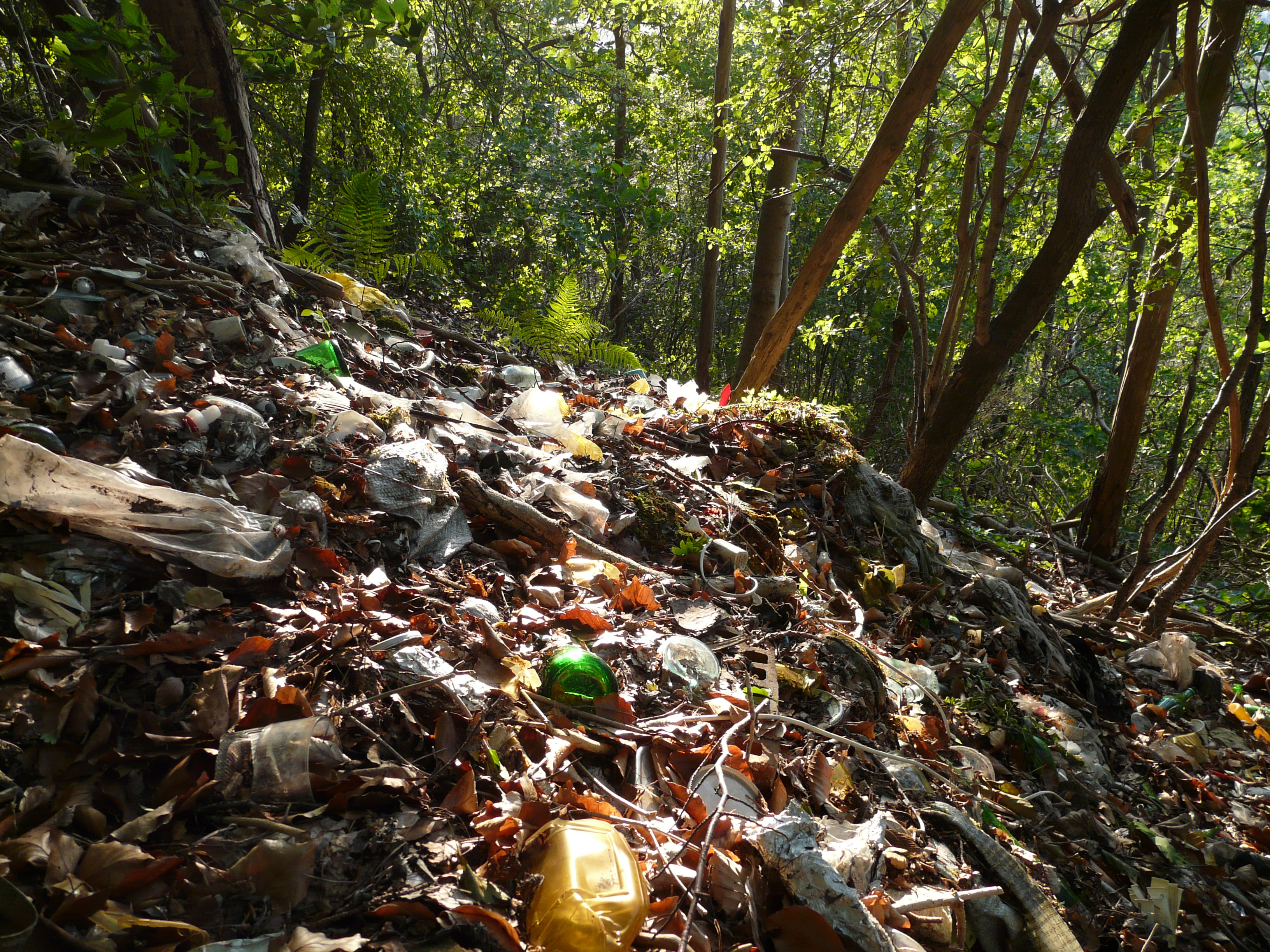
Müllkippe Jenzig
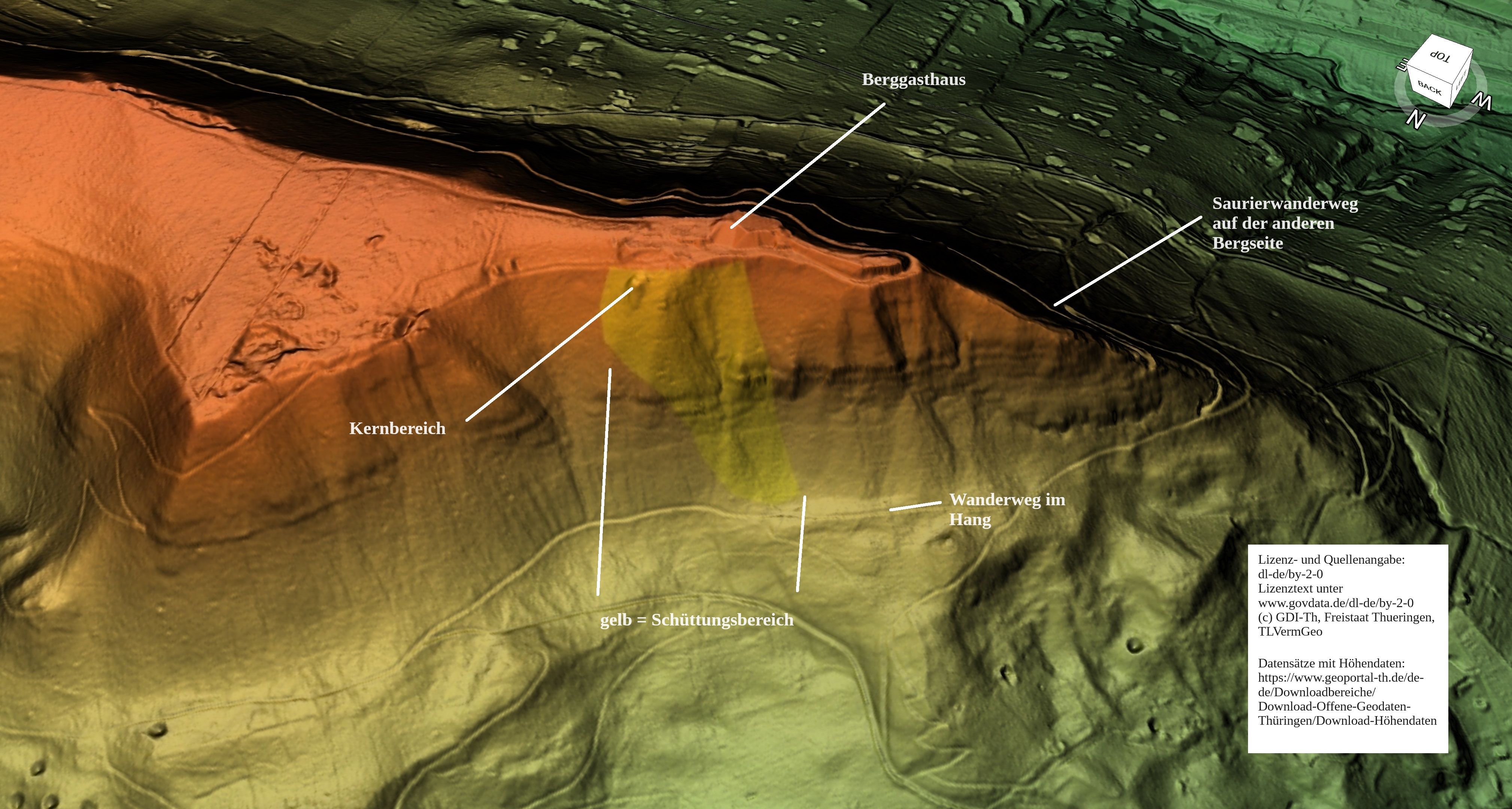
Ausdehnung der Müllablagerungen am Jenzig

## Belege
1. ↑  Karten und Daten des Bundesamtes für Naturschutz (Hinweise)
2. ↑  Schutzgebiete und Biotope | Jena Umwelt. Abgerufen am 7. November 2023.
3. ↑  Umweltpädagogik Mitteldeutschland: Die Müllkippe im Naturschutzgebiet am Jenzig in Jena. Abgerufen am 7. November 2023 (deutsch).
4. ↑  Benjamin Pogadl: Jena: Mann macht unmögliche Entdeckung am Jenzig – „Sehr traurig“. 1. Februar 2022, abgerufen am 7. November 2023 (deutsch).
5. ↑  Altlasten in Jena. Abgerufen am 7. November 2023.
6. ↑  Franz Linke, Peter Bühner: Der Jenaer Weinbau in Vergangenheit und Gegenwart. Schriftenreihe der Städtischen Museen Jena.
7. ↑  Walter Schlesinger, nachbearbeitet von Thomas Lang: Beiträge zur Geschichte der Stadt Glauchau. Herausgeber: Enno Bünz, Thelem Verlag, Dresden 2010,  Anmerkungen zu Gleisberg und Jenzig bei Jena, S. 44
8. ↑  Mount Jenzig, Antarktis auf der Website der Jenzig-Gesellschaft (Memento vom 5. Dezember 2019 im Internet Archive)